# Squinzano (stacja kolejowa)
Squinzano (wł. Stazione di Squinzano) – stacja kolejowa w Squinzano, w prowincji Lecce, w regionie Apulia, we Włoszech.
Według klasyfikacji RFI ma kategorię srebrną.
Stacja została otwarta 16 stycznia 1866 wraz z linią Brindisi-Lecce. Ma trzy tory i dwa perony z zadaszeniem, połączone przejściem podziemnym.
Jest aktywna do obsługi pasażerów na linii Bari - Lecce. Zatrzymują się tu wyłącznie pociągi regionalne.

## Linie kolejowe
- Adriatica